# Magaldrato
Il magaldrato (nome DCI), alluminato di magnesio monoidrato, è un comune farmaco antiacido usato per il trattamento di ulcera duodenale, ulcera gastrica, esofagite da reflusso. Viene commercializzato come Riopan, Magaltop, Magralibi e Gadral.

## Farmacodinamica
Magaldrato agisce tramite la neutralizzazione dell'acido gastrico. L'attività antiacida comporta un rapido innalzamento del pH gastrico ad un valore compreso tra 3 e 5. Come effetto aggiuntivo la pepsina viene ad essere prima inattivata ed infine assorbita dal magaldrato. Il farmaco è in grado di legare una notevole quantità di sostanze contenute nel reflusso duodeno-gastrico e tale legame è dose-dipendente e pH-dipendente. Tra le sostanze legate si segnalano gli acidi biliari e la lisolecitina, noti aggressori in caso di gastrite, esofagite, ulcera peptica e ulcera da stress. È stato calcolato che 800 mg di magaldrato siano sufficienti a neutralizzare circa 18-25 mEq di acido cloridrico.
Tra i vantaggi del farmaco vi è pure un basso contenuto di sodio.

## Farmacocinetica
Dopo somministrazione orale magaldrato non risulta assorbito dal tratto gastrointestinale. Nel corso del processo di neutralizzazione degli ioni H+ vengono rilasciate piccole quantità di ioni magnesio (Mg2+) ed alluminio (Al3+). Questi cationi nel transito intestinale, formano sali di fosfato poco solubili e perciò vengono in gran parte escreti nelle feci. L'uso per lungo periodo di antiacidi contenenti alluminio può comportare una riduzione nell'assorbimento dei fosfati.

## Usi clinici
Magaldrato trova indicazione nel trattamento dei soggetti affetti da ulcera duodenale e gastrica, da ulcera da stress, da esofagite da reflusso e nella terapia sintomatica della gastropatia cronica caratterizzate da iperacidità.

## Effetti collaterali ed indesiderati
Ad alti dosaggi e con un uso prolungato nel tempo magaldrato può portare ad un incremento della defecazione e ad una riduzione della consistenza delle feci, talvolta con diarrea franca. Molto più raramente il farmaco può alterare la funzionalità del tratto gastrointestinale, provocando occasionalmente stitichezza.
Soprattutto nei soggetti con insufficienza renale ed a seguito di uso prolungato, specie se ad alte dosi, è possibile il verificarsi di accumuli plasmatici e tissutali di alluminio, in particolare nel tessuto nervoso ed osseo. A questo proposito si ricorda che lo sviluppo di encefalopatie può correlare con elevati livelli di alluminio sierico.
In alcuni pazienti è possibile il manifestarsi di una deplezione di fosfati.

## Controindicazioni
Il farmaco è controindicato nei soggetti con ipersensibilità nota al principio attivo oppure ad uno qualsiasi degli eccipienti. È inoltre controindicato nei soggetti affetti da porfiria, ipofosfatemia e grave insufficienza renale (clearance della creatinina inferiore a 30 ml/min). L'età pediatrica e lo stato di cachessia sono ulteriori controindicazioni.

## Dosi terapeutiche
Nei soggetti adulti è consigliata l'assunzione di una compressa di magaldrato da 800 mg, quattro volte al giorno, un'ora dopo i pasti principali e subito prima di recarsi a letto. Il paziente non deve deglutire le compresse intere, ma succhiarle o masticarle.
Per la sospensione orale valgono analoghe indicazioni, tenendo presente che 10 ml di sospensione equivalgono ad una compressa da 800 mg.

## Interazioni
Magaldrato può influenzare negativamente l'assorbimento di altri farmaci ed in particolare di: tetracicline, chinolonici (ciprofloxacina, ofloxacina, norfloxacina ed altri), benzodiazepine, clorpromazina, isoniazide, indometacina, acido cheno ed ursodesossicolico e preparati a base di ferro.